# Zvi Laron

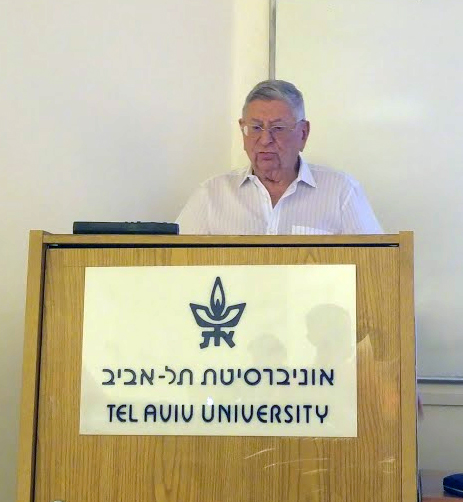
Zvi Laron, 2017

Zvi Laron (* 6. Februar 1927 in Czernowitz, seinerzeit Rumänien, heute Ukraine) ist ein israelischer Kinderendokrinologe und emeritierter Hochschullehrer rumänischer Herkunft.

## Werdegang und Werk
Zvi Laron begann seine medizinische Ausbildung an der Universität von Temeswar. 1948 wanderte er nach Israel aus. An der Hebräischen Universität Jerusalem graduierte er 1952. Von 1956 bis 1957 arbeitete Laron in Boston am Massachusetts General Hospital und der Harvard Medical School als Research und Clinical Fellow für Pädiatrie. Danach ging er zurück nach Israel, wo er von 1958 bis zu seiner Emeritierung 1992 Direktor am Institute of Pediatric and Adolescent Endocrinology der Sackler-Fakultät der Universität Tel Aviv war.
Laron gilt als der Begründer der Kinderendokrinologie in Israel. 1966 beschrieb er zusammen mit Athalia Pertzelan und S. Mannheimer als erster eine neue Form von hypophysären Kleinwuchs. Bei dieser Erbkrankheit wird ein Wachstumshormonmangel durch eine Somatotropin-Resistenz ausgelöst. Die Erkrankung wird nach ihrem Entdecker als Laron-Syndrom bezeichnet.

## Ehrungen
Laron erhielt eine Vielzahl von internationalen Auszeichnungen. Er ist beispielsweise seit 1987 Mitglied der Leopoldina. 1998 erhielt er die Natan-Neiman-Medaille der Universität Nancy und 1999 den Andrea Prader Award. 2008 wurde er Ritter des Ordens der Weißen Rose (Finnland) und 2009 erhielt er den Israel-Preis. Ihm wurde die Ehrendoktorwürde von mehreren Universitäten verliehen, so beispielsweise von der Universität Iuliu Hațieganu (1998), der Universität Victor Babeș (2000) und der Università del Piemonte Orientale (2000).

## Veröffentlichungen (Auswahl)
Fachbücher
- Zvi Laron, John J. Kopchick (Hrsg.): Laron Syndrome. Verlag Springer, 2011, ISBN 3-642-11182-3, 531 S.eingeschränkte Vorschau in der Google-Buchsuche
- Zvi Laron, John S. Parks: Lessons from Laron syndrome (LS) 1966-1992. Verlag Karger Publishers, 1993, ISBN 3-8055-5671-3 eingeschränkte Vorschau in der Google-Buchsuche

Fachartikel
- Z. Laron: Insulin and the brain. In: Archives of physiology and biochemistry Band 115, Nummer 2, Mai 2009, S. 112–116, ISSN 1744-4160. doi:10.1080/13813450902949012. PMID 19485707. (Review).
- Z. Laron: Insulin–a growth hormone. In: Archives of physiology and biochemistry Band 114, Nummer 1, Februar 2008, S. 11–16, ISSN 1381-3455. doi:10.1080/13813450801928356. PMID 18465354. (Review).
- Z. Laron: The GH-IGF1 axis and longevity. The paradigm of IGF1 deficiency. In: Hormones Band 7, Nummer 1, 2008 Jan-Mar, S. 24–27, ISSN 1109-3099. PMID 18359741. (Review).
- Z. Laron: Growth hormone insensitivity (Laron syndrome). In: Reviews in endocrine & metabolic disorders Band 3, Nummer 4, Dezember 2002, S. 347–355, ISSN 1389-9155. PMID 12424436. (Review).
- Z. Laron: Insulin-like growth factor 1 (IGF-1): a growth hormone. In: Molecular pathology : MP Band 54, Nummer 5, Oktober 2001, S. 311–316, ISSN 1366-8714. PMID 11577173. PMC 118708 (freier Volltext). (Review).
- Z. Laron: Childhood diabetes towards the 21st century. In: Journal of pediatric endocrinology & metabolism Band 11, Nummer 3, 1998, S. 387–402, ISSN 0334-018X. PMID 11517955. (Review).
- Z. Laron, X. L. Wang: Growth hormone, lipoprotein(a) and cardiovascular disease. In: European Heart Journal Band 19, Nummer 2, Februar 1998, S. 204–206, ISSN 0195-668X. PMID 9519313. (Review).
- Z. Laron: Disorders of growth hormone resistance in childhood. In: Current Opinion in Pediatrics Band 5, Nummer 4, August 1993, S. 474–480, ISSN 1040-8703. PMID 8374676. (Review).
- Z. Laron, S. Mannheimer, S. Guttmann: Plasma disappearance of various 131-I-labelled growth hormone preparations in man and rabbit. In: Nature Band 207, Nummer 994, Juli 1965, S. 298–299, ISSN 0028-0836. PMID 5886224.
- Z. Laron, S. Assa: Immunological properties of electrophoretic fractions of human growth hormone. In: Nature Band 194, Mai 1962, S. 491–492, ISSN 0028-0836. PMID 14462463.
- Z. Laron, B. Epstein Halberstadt: Total and 1-tartaric acid inhibited rat serum acid phosphatase. In: Nature Band 187, Juli 1960, S. 67–68, ISSN 0028-0836. PMID 14414243.